# Ich hab die Nacht geträumet

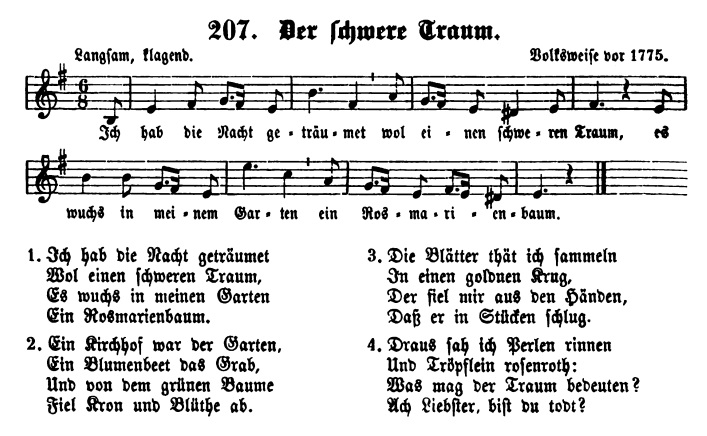
Ich hab die Nacht geträumet bei Erk/Böhme 1894

Ich hab die Nacht geträumet ist ein deutsches Volkslied.
Die Melodie war bereits vor 1775 bekannt. Friedrich Nicolai druckte sie 1777 im Feynen kleynen Almanach mit dem Text Es wollt ein Jäger jagen als Volksweise ab. Zu ihr wurden auch die Lieder Das Laub fällt von den Bäumen (Text: Siegfried August Mahlmann 1805), Schöne Kinder lieben und Zu Koblenz auf der Brücken gesungen.
Der Text stammt Hoffmann von Fallersleben zufolge vermutlich von August Zarnack, der das Lied unter dem Titel Der schwere Traum im zweiten Band seiner Sammlung Deutsche Volkslieder für Volksschulen, Berlin 1820, veröffentlichte.
Rosmarin wird in diesem Text als Symbol des Todes verwendet: im Norden Deutschlands wurde Rosmarin als Grabbepflanzung benutzt, und mancherorts trugen Trauernde bei Begräbnissen Rosmarinstängel.

## Text und Melodie
Ich hab die Nacht geträumet

wohl einen schweren Traum,

es wuchs in meinem Garten

ein Rosmarienbaum.

Ein Kirchhof war der Garten,

ein Blumenbeet das Grab,

und von dem grünen Baume

fiel Kron und Blüte ab.

Die Blüten tät ich sammeln

in einen goldnen Krug,

der fiel mir aus den Händen,

daß er in Stücken schlug.

Draus sah ich Perlen rinnen

und Tröpflein rosenrot:

Was mag der Traum bedeuten?

Ach Liebster, bist du tot?

## Bearbeitungen
Johannes Brahms verfasste einen Chorsatz für Frauenchor WoO 36 Nr. 4. Max Reger veröffentlichte 1899 in seinen 8 ausgewählten Volksliedern, Neue Folge unter Nr. 4 einen Satz des Liedes für gemischten Chor (SATB) a cappella sowie einen für Männerchor als Nr. 5 der 5 ausgewählten Volkslieder. Weitere Bearbeitungen als Kunstlied oder Chorsatz stammen von Carl Banck, Hugo Distler, Jan Albert van Eyken, Carl Grädener, George Henschel, Ernst Isler, Heinrich Kaminski, Julius Joseph Maier, Erich J. Wolff, Ernst Pepping, Helmut Barbe und Wolfram Buchenberg. Die Gruppe Zupfgeigenhansel veröffentlichte 1976 auf ihrer ersten LP Volkslieder I ein Arrangement für Gesang, Harfe und Gitarre. Auf ihrem dritten Studio-Album Gmües (1994) präsentierte die Berner Mundart-Band Patent Ochsner ihre Version I Ha Letscht Nacht e Troum Gha. Die deutsche Electro-Band Heimatærde veröffentlichte 2004 die EP Ich hab die Nacht getraeumet. Die klassische Band Spark spielt das Lied in eigenem Arrangement auf ihrem zweiten Album Folk Tunes, gesungen wird es von Kitty Hoff. Eine Bigband-Fassung gibt es von der RIAS Big Band Berlin auf dem Album German Folk Songs – Our Way, aufgenommen 1997 unter der Leitung von Jiggs Whigham. Im Soundtrack des Strategie-Spiels Civilization VI zieht sich das Lied in einer Bearbeitung von Geoff Knorr durch das ganze Spiel.